# Каштру, Эужениу ди
Эужениу де Каштру (4 марта 1869, Коимбра — 17 августа 1944, там же) — португальский поэт и педагог, писатель.
Родился в Коимбре. Изучал литературу в Коимбрском университете. Был одним из основателей журнала A Arte («Искусство»), в котором в числе прочих сотрудничали Поль Верлен и Стефан Малларме. В 1898 году женился на Брижиде Аугуште Коррейе Портал, в браке с которой имел шестерых детей. Скончался в Коимбре в возрасте 73 лет.
Наряду с Камилло Пенсаньей называется одним из главных представителей символизма в португальской литературе, а иногда даже называется первым португальским символистом. Проводил теоретические исследования символизма на основе более ранних работ французских теоретиков. В своих произведениях использовал достаточно сложные рифмы и аллитерации, а также синестезию. Наиболее известные сборники стихотворений: Oras Tristes (1888); Oaristos (1890); Horas (1891); Sylva (1894); Salomé e outros poemas (1896); O rei Galor (1897); Saudade do Céu (1899); Depois da ceifa (1901); A sombra do quadrante (1906); A mantilha de medronhos (1923). Писал также лирические стихи, поэмы и драмы в стихах (Os olhos de illusão, O rei Galaor). На втором этапе своего творчества обратился к позициям неоклассицизма.